# Flétrissement

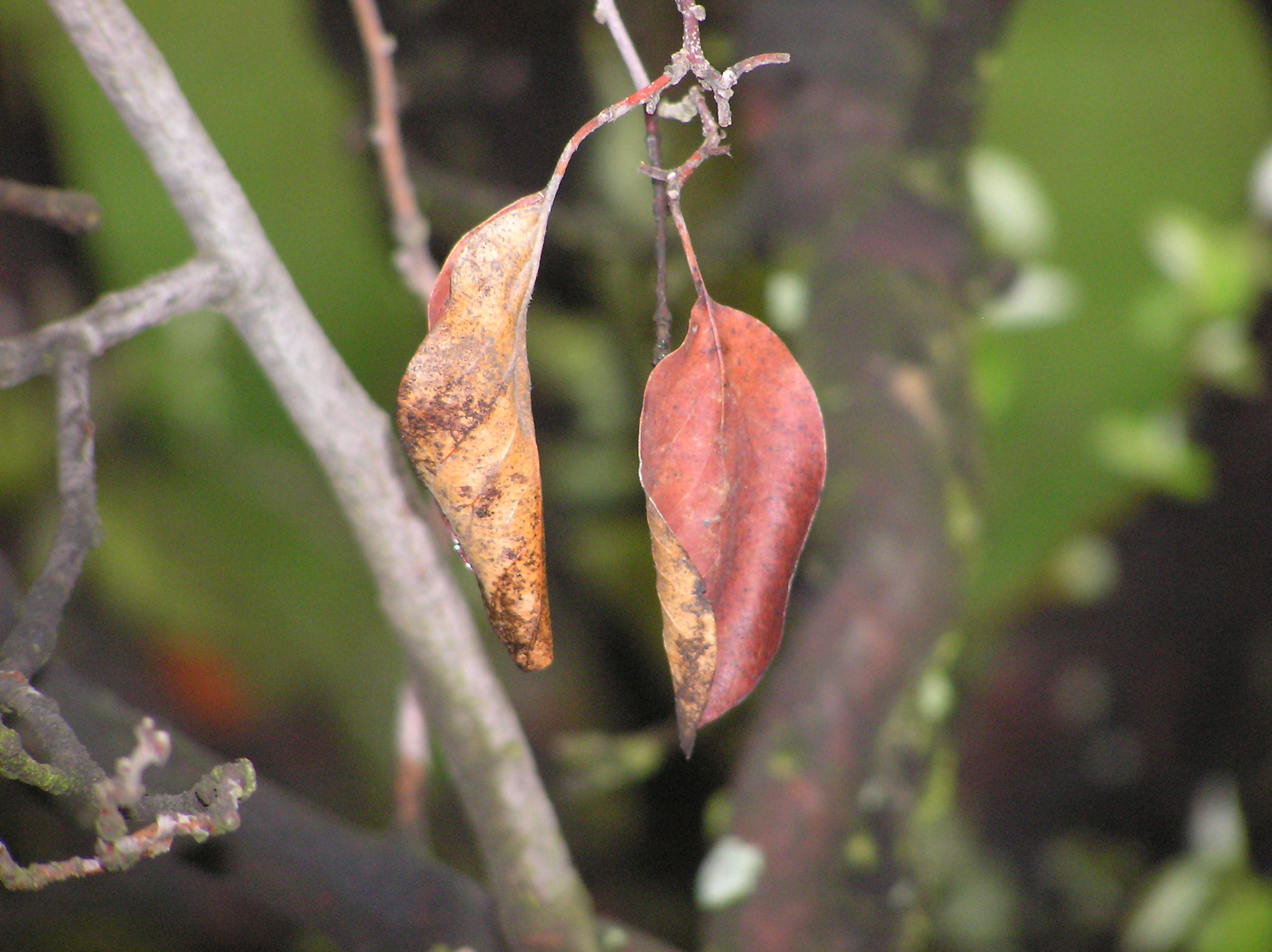
Feuilles flétries

En physiologie végétale, le flétrissement désigne la perte de rigidité des parties non-ligneuses d'une plante. Cela se produit lorsque la pression de turgescence dans les cellules végétales non-lignifiées tombe vers zéro, réduisant la quantité d'eau dans les cellules. Le processus de flétrissement modifie la distribution angulaire foliaire de la plante (ou canopée) vers un port plus erectophile.
La moindre disponibilité en eau peut avoir plusieurs causes :
- la sècheresse, lorsque l'humidité du sol descend sous le seuil des conditions les plus favorables au fonctionnement de la plante ;
- une salinité élevée, qui provoque la diffusion de l'eau hors des cellules de la plante et induit leur contraction ;
- la saturation du sol, rendant les racines incapables d'absorber suffisamment d'oxygène pour assurer la respiration cellulaire, et ainsi entravant le transport de l'eau dans la plante ;
- l'invasion des vaisseaux conducteurs par des agents pathogènes (bactéries, champignons), par les produits de leur métabolisme (mucus polysaccharidique et toxines) ou par les substances réactionnelles provenant de la plante-hôte (phénomène de compartimentation)[1].

Le flétrissement diminue la capacité de transpiration de la plante et limite sa croissance. Un flétrissement permanent conduit à la fanaison et  mort de la plante. Les symptômes du dépérissement ressemblent à ceux du dépérissement pathologique (dépérissement accompagné de chloroses ou de brûlures folaires).
Chez les  plantes ligneuses, la moindre disponibilité en eau conduit à la cavitation du xylème.